# De la adivinación por el sueño

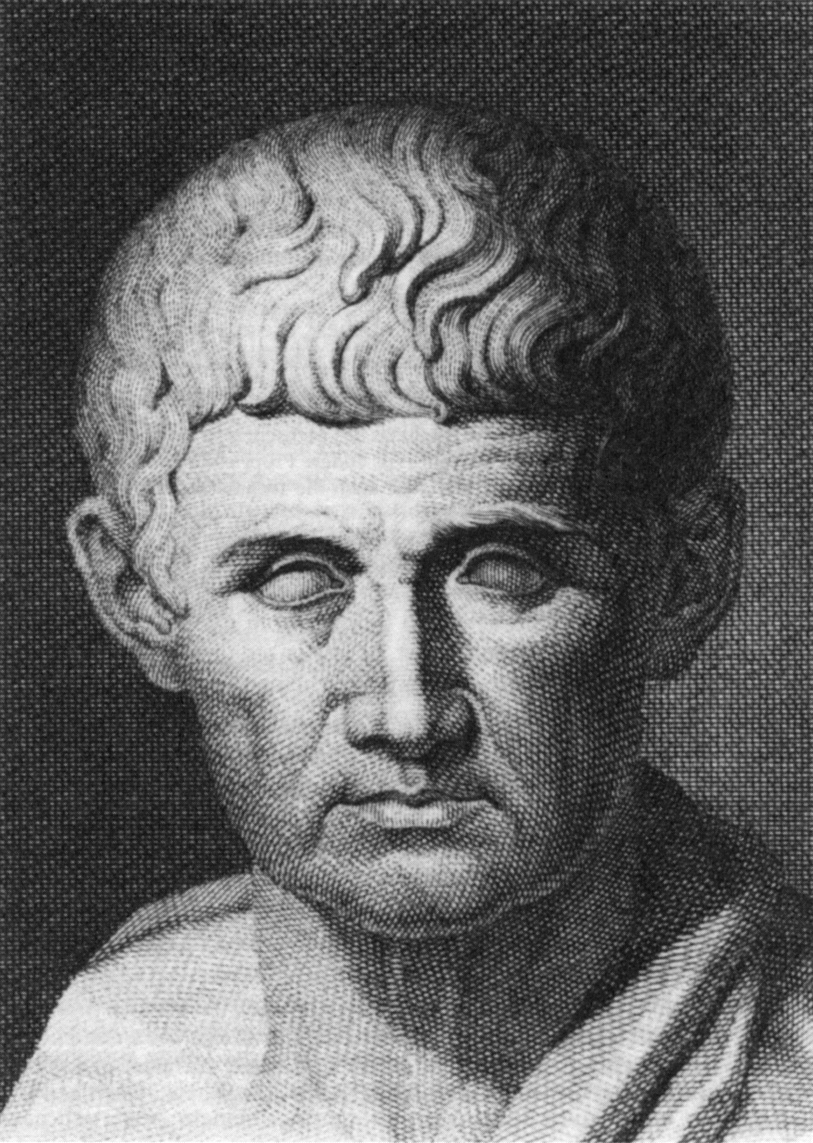
Aristóteles

De la adivinación por el sueño (en griego: Περὶ τῆς καθ᾽ ὕπνον μαντικῆς; en latín: De divinatione per somnum) es una obra de Aristóteles en el que analiza los sueños precognitivos. 
El tratado, uno de los Parva Naturalia, es una investigación temprana (quizás la primera formal) sobre este fenómeno. En su consideración escéptica de tales sueños, Aristóteles argumenta que, aunque "los remitentes de tales sueños deberían ser los dioses", no obstante, es cierto que "aquellos a quienes se envían no son los mejores y más sabios, sino simplemente personas comunes". Así, "Sin embargo, la mayoría de los sueños [llamados proféticos] deben clasificarse como meras coincidencias".
Al igual que Jenófanes y Heráclito, Aristóteles rechaza en las ideas actuales en su época que vio el sueño de una aparición divina:

"No es más absurdo suponer que a veces las visiones que se muestran en el sueño han sido la causa de ciertas acciones personales para cada uno de nosotros. Por lo tanto, ya sea antes de un acto que debemos realizar, o mientras lo hacemos, o después de que lo hayamos hecho, a menudo pensamos en ello y lo hacemos en sueños que se relacionan exactamente con eso. [...]  Así es como los sueños a veces pueden ser causas o signos de ciertas cosas. Pero la mayoría son coincidencias casuales."
De la adivinación por el sueño, I, 9-10